# Bandini 750 sport siluro
La Bandini 750 sport siluro è un'autovettura da corsa, prodotta dal 1950 al 1956 dalla Bandini Automobili di Forlì.
Nato nel 1950, questo nuovo tipo segna la consacrazione della Bandini come casa automobilistica di livello internazionale. Sono le 750 sport siluro infatti, a portare a Forlì il titolo di Campione degli Stati Uniti d'America 1955 e 1957 oltre ai relativi successi di divisione, a quelli dal 1961 al 1963 (Divisione Sud-Ovest) e alle numerose vittorie ottenute anche in categorie diverse dalle due sponde dell'Oceano Atlantico.
Fu prodotta per sei anni, sebbene il suo rapporto con le competizioni sia talmente stretto da permettere la classificazione dei modelli della sua lunga evoluzione sulla base delle norme dei regolamenti tecnici. In tal senso, la norma che vietò l'uso dei parafanghini tipo moto (nel 1953 in Italia e nel 1955 negli Stati Uniti) permette di identificare, quali vetture furono adattate ad essa e quali invece, create ad hoc.
Fino al 1953, la 750 sport siluro poteva partecipare anche alla classe "750 corsa", semplicemente smontando i parafanghini tipo moto.

## Storia

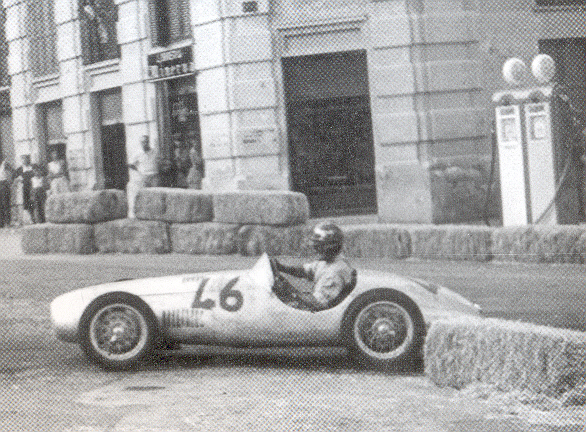
Ilario Bandini partecipa ad una gara nella classe 750 corsa

Tony Pompeo, un importatore italoamericano, soddisfatto  delle precedenti 1100 e 1100 sport richiese esplicitamente ad Ilario Bandini, delle vetture da far correre nella categoria fino a 750 cm³ di cilindrata.
Insieme all'ordinazione, arrivò dagli Stati Uniti anche un motore Crosley di 44 inch³; utilizzato fino ad allora per gli usi più vari: sulle imbarcazioni, sui velivoli, perfino dai pompieri per azionare grosse pompe. È leggero e compatto con basamento in alluminio a cinque supporti di banco, monoblocco e testa a due valvole per cilindro in un  blocco unico e distribuzione SOHC a ingranaggi; costituì un'ottima base per le elaborazioni Bandini.
Le modifiche maggiori riguardarono l'albero motore che venne sostituito con uno in acciaio, i pistoni gli alberi a camme, la pompa dell'olio e la corsa che fu portata a 59 mm in modo da avere una cilindrata totale di ≈747 cm³.
Con questa preparazione le prime 750 sport siluro si avviarono a disputare decine di gare: in salita, su circuiti cittadini o ricavati all'interno di aeroporti militari ma anche gare più celebri e impegnative (spesso di sei o dodici ore) come la 12 ore di Sebring e la corsa italiana più famosa al mondo la "Mille Miglia". Gare valevoli per il "campionato del mondo sport".
La 750 sport siluro, risulta una vettura molto competitiva e versatile, adatta anche a competere in categorie superiori.
Un avantreno preciso e stabile, grande motricità, baricentro basso, efficienza aerodinamica sono le parole chiave dei successi ma soprattutto il grande rapporto potenza/peso che metteva in luce le qualità del pilota. Non a caso Jim Pauley (che corse anche la 24 ore di Le Mans), Dave Michaels e Tom O'Brien colsero i risultati migliori negli anni in cui le Bandini (motorizzate Siata, Offenhauser e Alfa Romeo) competevano nella categoria FM con Ferrari, Maserati e Porsche. Basti pensare che D. Michaels con una Bandini motorizzata Offenhauser di 1625 c.c. di cilindrata detenne per un anno e mezzo il record della pista di Thompson nella classe fino a 2000 c.c.

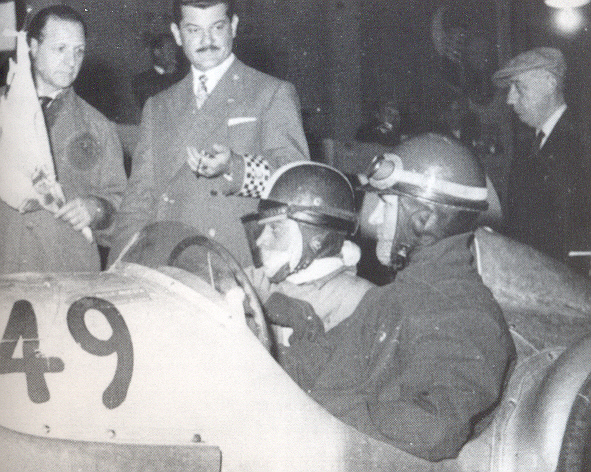
Ilario Bandini alla partenza nel 1953.

Velocità e qualità  che hanno dimostrato di avere, nella categoria fino a 750 cm³ Dolph Vilardi (Campione statunitense 1955), Melvin Sachs (Campione statunitense 1957), Henry Rudkin (vicecampione statunitense nel 1956), George Tipsword, solo per citare alcuni artefici dei successi statunitensi, ma anche gli italiani Massimo Bondi (nono alla Mille miglia del 1953) e lo stesso costruttore Ilario Bandini che (all'età di 44 anni) fu primo assoluto in gare in salita (Predappio 1955 e 1956), primo di classe nelle corse della Raticosa, della Consuma e di Reggio Emilia ma anche  quarto nella classifica italiana di campionato italiano di velocità. 
Con i successi arrivarono le copertine dei giornali, le esposizioni nelle mostre di Chicago e del Madison Square Garden di New York. Nel 1957 il pluripremiato autore e sceneggiatore William F. Nolan ambienta un suo racconto a bordo di una Bandini  750 sport siluro.
Dal 1953, la 750 sport siluro può contare anche su un motore radicalmente rivisto e migliorato. Fu progettata una nuova testata in alluminio con due alberi a camme in testa con distribuzione a ingranaggi. Cambiò anche la posizione dello spinterogeno, che venne posizionato sulla testa. Il monoblocco, in ghisa, conteneva le canne dei cilindri smontabili e cromate. Furono inoltre studiate nuove bielle, una pompa dell'olio maggiorata, un radiatore dell'olio a forma di botte calettata e una coppa di maggiore capacità e di forma diversa per permettere un ulteriore abbassamento del baricentro della vettura. La potenza del primo motore Bandini (del Crosley era rimasto solamente il basamento) arrivò fino a 71 hp a 8500 rpm, sufficiente a spingere la 750 sport fino alla velocità massima di 175 km/h e medie sul giro superiori ai 130 km/h. Mentre le vetture equipaggiate di motori 1500 cm³ raggiungevano i 218 km/h di velocità massima.
A distanza di tredici anni dalla sua apparizione, questo tipo vince ancora titoli nella sua divisione grazie anche ad un nuovo motore, integralmente Bandini, portato di 850 cm³  che garantisce un ulteriore incremento della potenza utile a Hugh Grammer per raggiungere la velocità massima di 185 km/h a 9000 rpm.

## Il telaio

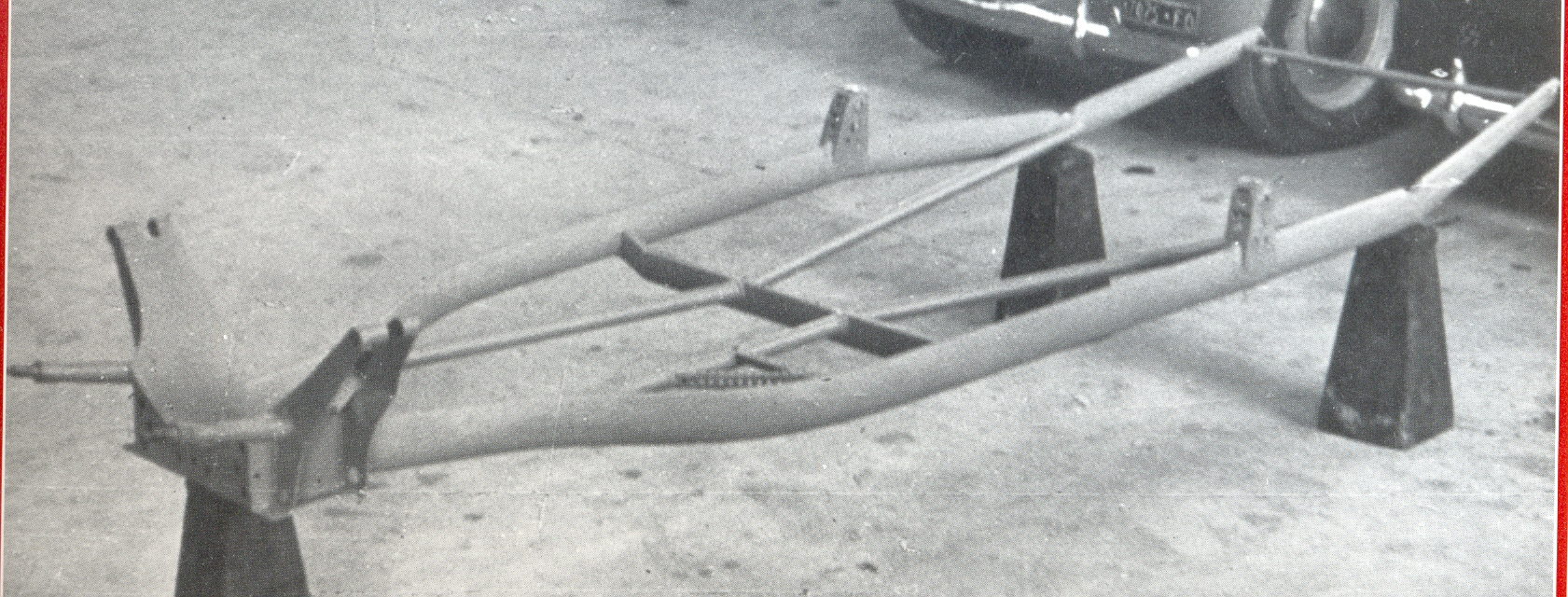
Il telaio, pesa appena 18 kg.

Il telaio, di costruzione Bandini, fu un adattamento dimensionale alla nuova categoria oltre a nuovi accorgimenti tecnici suggeriti dall'esperienza maturata con la 1100 siluro.
- Struttura e materiale: a traliccio di tubi a sezione ellittica, in acciaio speciale di derivazione aeronautica; brevetto nº 499843
- Sospensioni:
  - anteriore: indipendenti, a triangoli sovrapposti con ammortizzatori oleodinamici telescopici inclinati e molle cilindriche elicoidali coassiali; barra stabilizzatrice
  - posteriore: a ponte rigido con due balestre semiellittiche longitudinali e ammortizzatori oleodinamici telescopici verticali
- Impianto frenante:
  - di servizio: idraulico, a tamburo  anteriori autoventilant e posteriori alleggeriti
  - di stazionamento: meccanico a nastro, sull'albero di trasmissione
- Sterzo: a vite senza fine e ruota elicoidale con smorzatore di vibrazioni sul piantone
- Guida: a sinistra (a destra su richiesta)
- Ruote: a raggi Borrani
- Serbatoio: 40 Litri
- Trasmissione: albero di trasmissione con giunti cardanici, differenziale centrale e semiassi al retrotreno
- Peso: telaio nudo 18 kg,
- Peso complessivo nella versione 750:   330 kg

## Le carrozzerie

### Dal 1950 al 1953

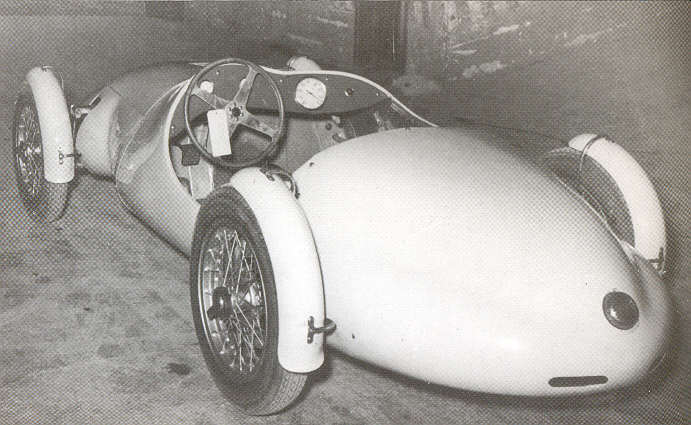

Le prime carrozzerie biposto in alluminio furono realizzate dalla ditta piemontese Motto. 
Sono barchette con una linea finalizzata alla massima penetrazione aerodinamica, una "semplicità funzionale" che caratterizza molte Bandini. Il frontale è quasi interamente costituito da una griglia a forma ellissoidale che fornisce l'aria necessaria al raffreddamento del motore. Da essa partono due bombature laterali (su cui sono alloggiati fari eclissabili) che assorbendo le sospensioni anteriori evitano il distacco della vena fluida da questa zona. Esse si restringono notevolmente creando un "effetto cocacola" finalizzato però ad aumentare la corsa dello sterzo. Il corpo vettura, dalla linea molto semplice, non aumenta di molto la sezione pur dovendo per regolamento comprendere uno sportello per il passeggero che risulta di
piccolissime dimensioni. La coda riprende la forma dell'ellissoide schiacciato,  le due linee delle bombature e presenta una sola luce centrale. Sono presenti più sfoghi per l'aria calda a forma di branchie di squalo dal vano motore.    
Successivamente, per far fronte alle richieste che giungevano dagli Stati Uniti, anche le carrozzerie vennero realizzate alla Bandini. I fari, vennero posizionati dietro la griglia anteriore, evitando i laboriosi sportellini che caratterizzano le prime vetture Motto.

### Dal 1953 al 1956

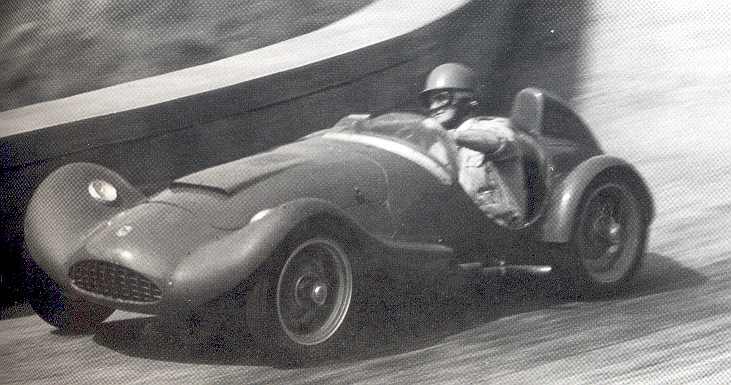
Ilario Bandini nel 1956

Il regolamento tecnico impose un restyling alla 750 sport siluro. Non fu realizzata una carrozzeria che inglobasse le ruote ma furono creati dei passaruota che si potessero unire alla carrozzeria mantenendo le caratteristiche di funzionalità e leggerezza che gli erano richieste.
Nell'integrare i passaruota al corpo vettura, quest'ultimo venne modificato per rendere omogenea la linea; tutta la carrozzeria divenne così più fluida e rotondeggiante, allontanandosi notevolmente dal modello di partenza ma aggiungendo gradevolezza estetica alle prestazioni aerodinamiche.
Questo tipo si caratterizza anche per la curiosa posizione dei fari, montati tra le ruote e il corpo vettura;  in posizione di riposo non oppongono alcuna resistenza aerodinamica ma soddisfano con la sola presenza i requisiti del regolamento. Fioriscono sulla 750 sport siluro nel 1953 anche elementi nuovi per le Bandini: il rollbar-poggiatesta a coda lunga, perfettamente organico alla linea globale, un elemento rigido che copre all'occorrenza il sedile del passeggero, e nuove aperture sul cofano motore e sul lato dei carburatori per aumentare la massa d'aria necessaria ai motori maggiorati.

## I motori

### Crosley modificati

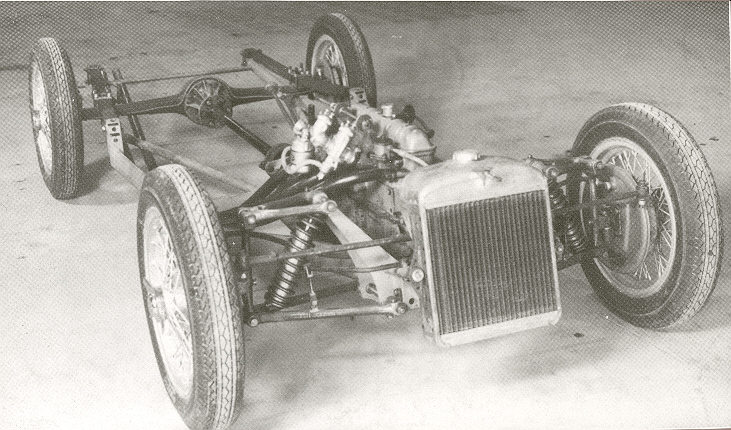
Un telaio equipaggiato di motore Crosley

- Posizionamento: anteriore longitudinale, 4 cilindri in linea
- Materiali e particolarità: basamento e coppa in lega d'alluminio, testata monoalbero a ingranaggi in unica fusione col monoblocco in ghisa.
- Alesaggio: 63,5 mm
- Corsa: 59 mm
- Cilindrata: 747 cm³
- Potenza: 45 hp a 7200 rpm
- Alimentazione: due carburatori Dell'Orto
- Lubrificazione: Carter umido con pompa a ingranaggi e filtro esterno a rete metallica
- Raffreddamento: forzato a liquido con pompa centrifuga comandata da puleggia e cinghia, radiatore inclinato, all'avantreno
- Cambio e frizione: 4 marce + RM, frizione monodisco a secco
- Accensione e impianto elettrico:  bobina e distributore-ruttore sul basamento, batteria 12 V e dinamo

### Bandini-Crosley
- Posizionamento: anteriore longitudinale, 4 cilindri in linea
- Materiali e particolarità: basamento a 5 supporti di banco e coppa in lega d'alluminio di 5 litri di capacità, testa in lega d'alluminio bialbero a ingranaggi con 8 valvole inclinate, cilindri cromati smontabili in monoblocco in ghisa.
- Alesaggio: 63,5 mm
- Corsa: 59 mm
- Cilindrata: 747 cm³
- Rapporto di compressione: 9,4:1
- Potenza: da 65 a 71 hp a 8500 rpm
- Alimentazione: 2 carburatori Weber doppio corpo 35DCO3
- Lubrificazione: Carter umido con pompa a ingranaggi e filtro esterno a rete metallica, radiatore in alluminio
- Raffreddamento: forzato a liquido con pompa centrifuga comandata da puleggia e cinghia, radiatore inclinato, all'avantreno
- Cambio e frizione: 4 marce + RM, frizione monodisco a secco
- Accensione e impianto elettrico:  bobina e distributore-ruttore sulla testata, batteria 12 V e dinamo

### Siata 1500
- Posizionamento: anteriore longitudinale, 4 cilindri in linea
- Cilindrata: 1496 c.c.
- Rapporto di compressione: 9,3:1
- Potenza massima: 97 hp a 6000 rpm
- Alimentazione: 4 carburatori
- Lubrificazione: Carter umido con pompa a ingranaggi e radiatore verticale all'avantreno
- Raffreddamento: forzato a liquido con pompa centrifuga e radiatore inclinato, all'avantreno
- Cambio e frizione: 5 marce + RM, frizione monodisco a secco
- Accensione e impianto elettrico:  bobina e distributore-ruttore, batteria 12 V e dinamo

### Altri
La 750 sport siluro fu utilizzata spesso con diverse motorizzazioni: Offenhauser (1625 cm³), Saab 750 cm³, Mercury, MG 1250 cm³, Alfa Romeo 2000 cm³; si adattò perfettamente anche alle categorie superiori o alle trasformazioni più insolite. La più eclatante (per noi europei) è la Bandini in versione Dragster: equipaggiata di un motore Cadillac di ≈6000 cm³ di cilindrata era capace di percorrere 400 metri in 11.16 secondi con una velocità all'uscita di 217 km/h e una velocità di punta (con appositi rapporti) di 320 km/h.
La Bandini 750 sport partecipò a tutte le edizioni dal 1953 al 1957 della "Mille miglia" (come Sebring, valevole per il campionato del mondo sport) con equipaggi diversi. 
Nel 1953, prese il via lo stesso costruttore Ilario Bandini in coppia con Sintoni, si ritirarono proprio nei pressi di Forlì.
Nel 2006, 53 anni dopo, la stessa auto, porterà all'arrivo l'equipaggio Orsi Bandini:  nipoti di Ilario Bandini.

## Galleria d'immagini

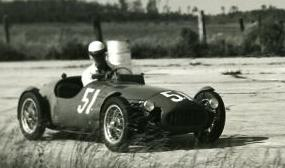
Bandini-Crosley a Sebring
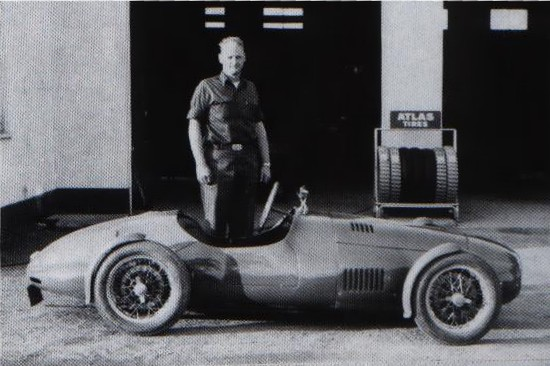
Dick Irish e la sua Bandini-Crosley
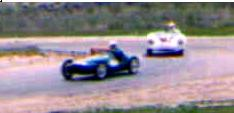
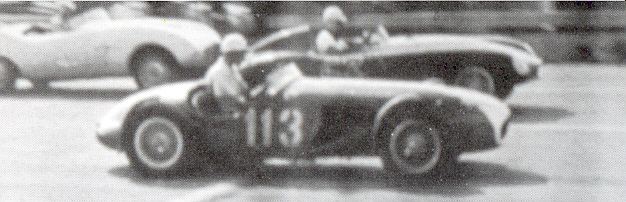
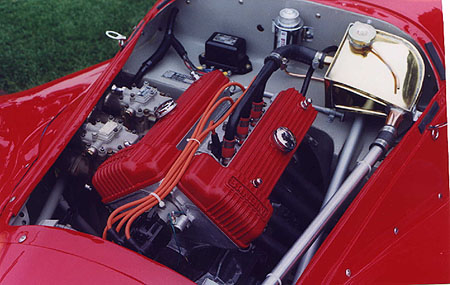
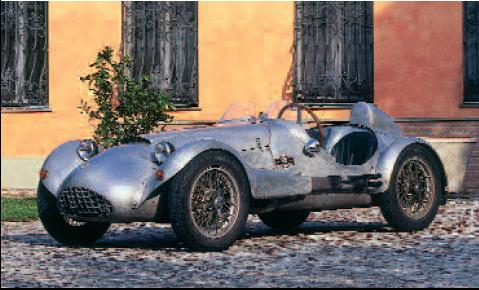
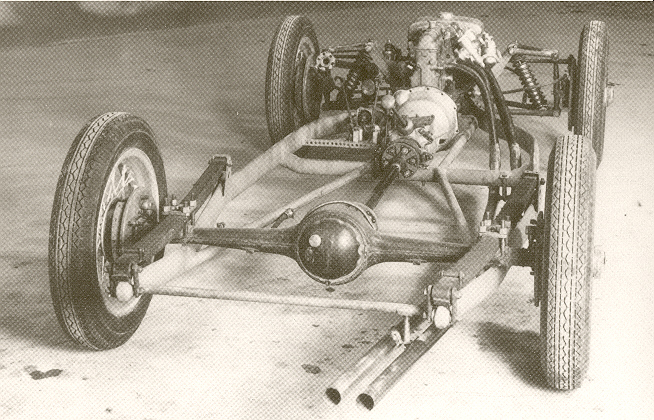
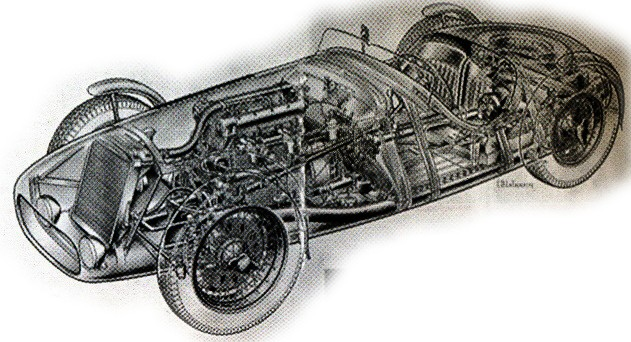
Disegno di una Bandini-Offenhauser
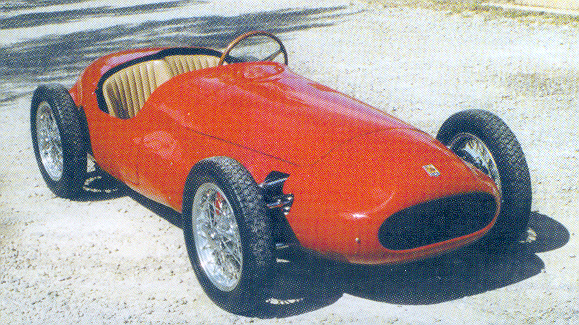
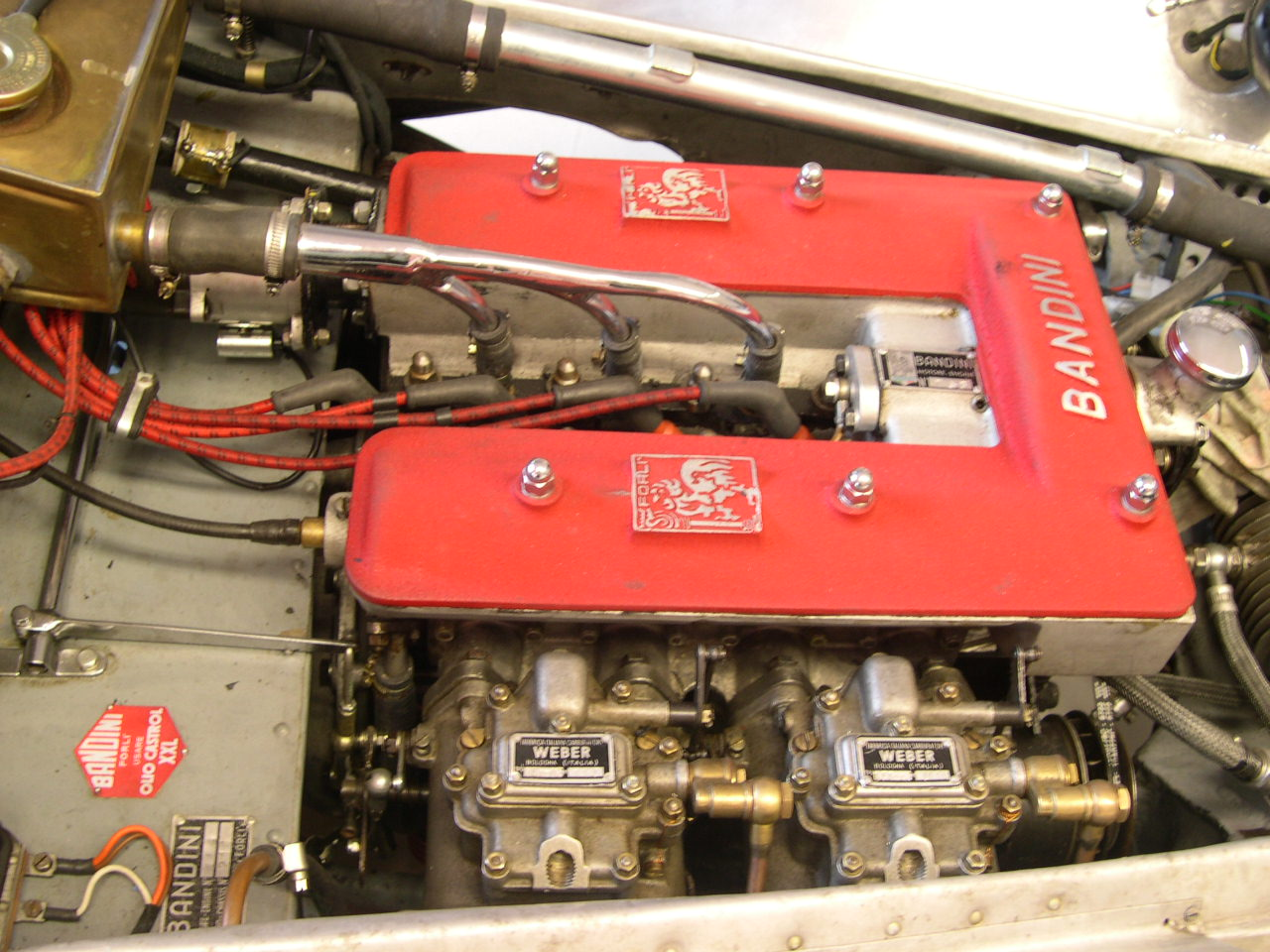
Il motore Bandini 750 prima serie
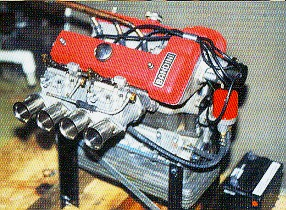
Il motore Bandini 750 seconda serie
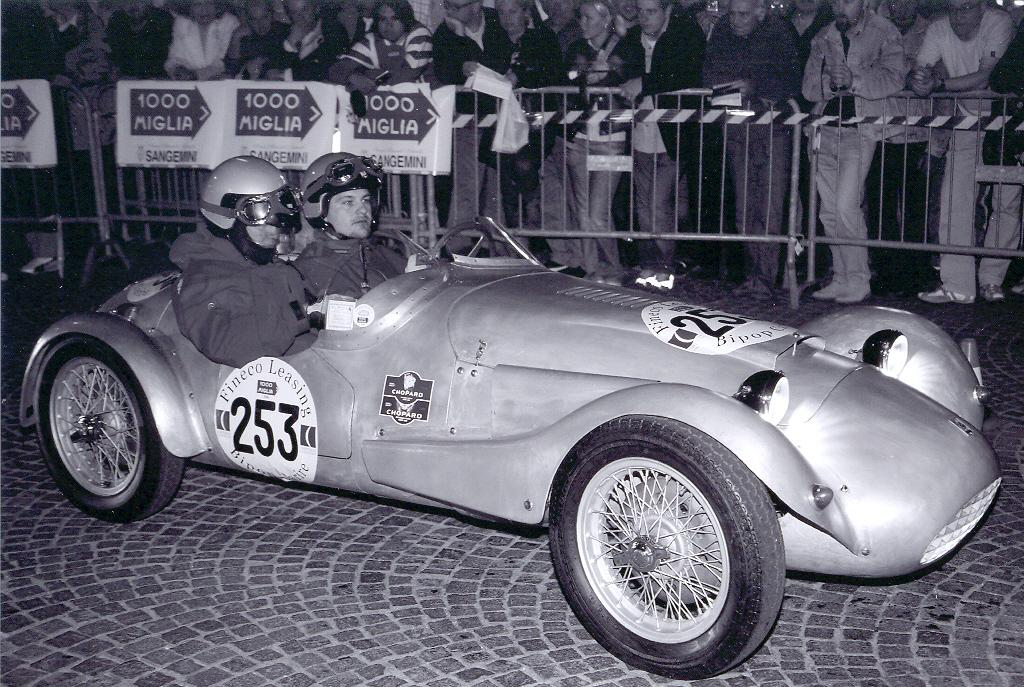
I nipoti di Ilario Bandini all'arrivo nel 2006
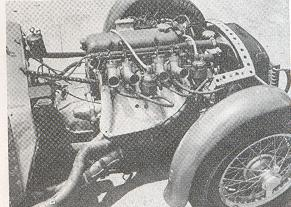
Un motore 1500 cm³
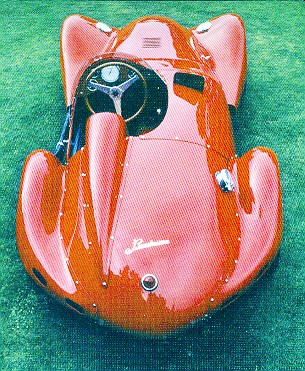
Un recente concorso d'eleganza in U.S.A.